# Cyprideis giganta
Cyprideis giganta is een mosselkreeftjessoort uit de familie van de Cytherideidae. De wetenschappelijke naam van de soort is voor het eerst geldig gepubliceerd in 1964 door Le Roy.